# Brama Damasceńska

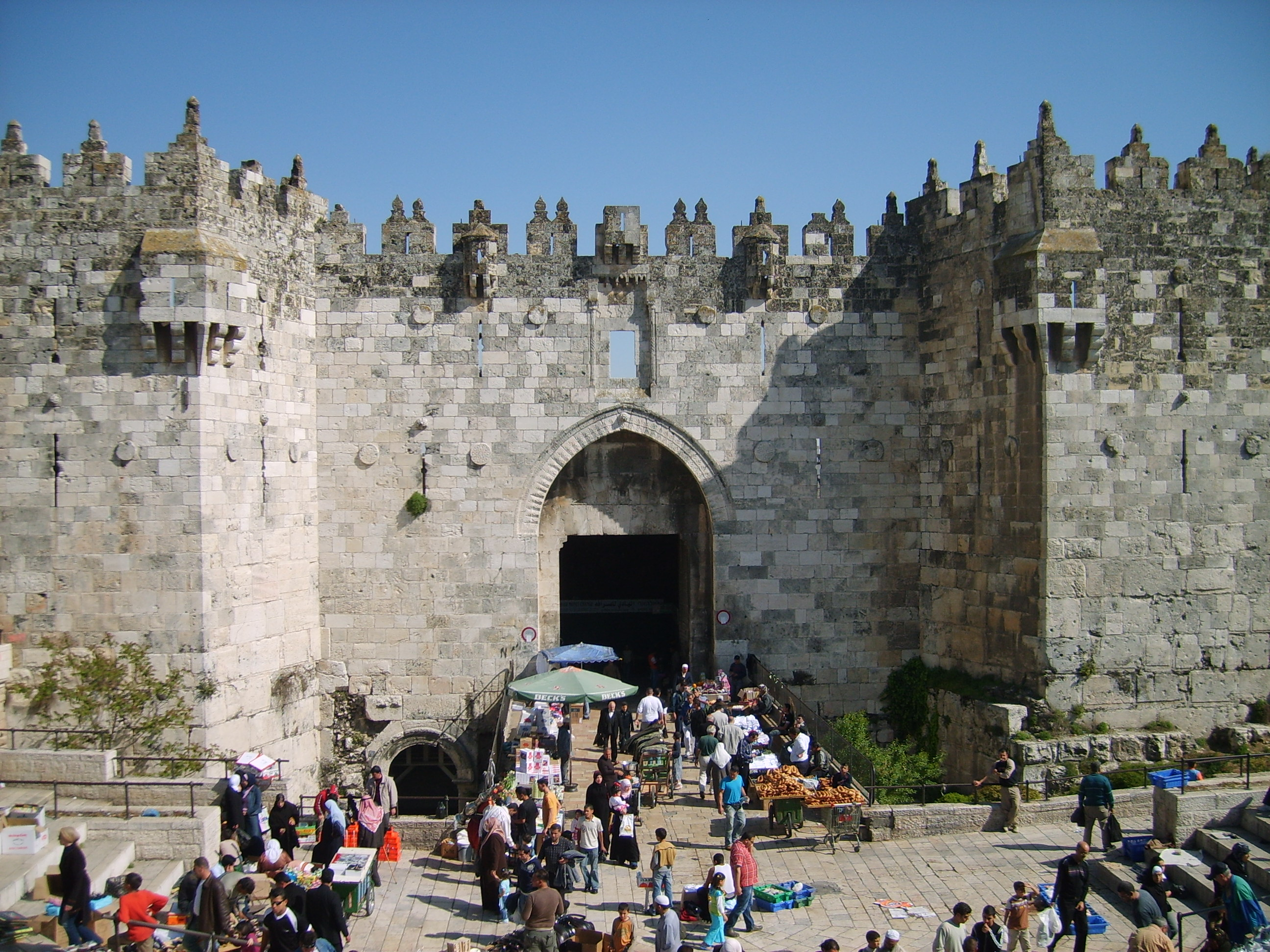
Brama Damasceńska w Jerozolimie.

Brama Damasceńska (hebr.: שער שכם, Sza’ar Szechem; arab.: باب العمود, Bab al-Amud) – jedna z ośmiu bram Starego Miasta Jerozolimy. Brama prowadząca do Dzielnicy Chrześcijańskiej i Dzielnicy Muzułmańskiej.
Hebrajska nazwa bramy odwołuje się do nazwy miasta Sychem, do którego można było wyruszyć, wychodząc przez nią z Jerozolimy. Podobnie jak Brama Nowa, Brama Damasceńska wychodzi ku północnemu zachodowi. Ku niej zbiegają się ulice arabskiej dzielnicy Salah ed-Din. W starożytności wyruszający przez tę bramę podróżni kierowali się ku Damaszkowi, stąd ogólnie przyjęta przez Europejczyków nazwa bramy.

## Historia

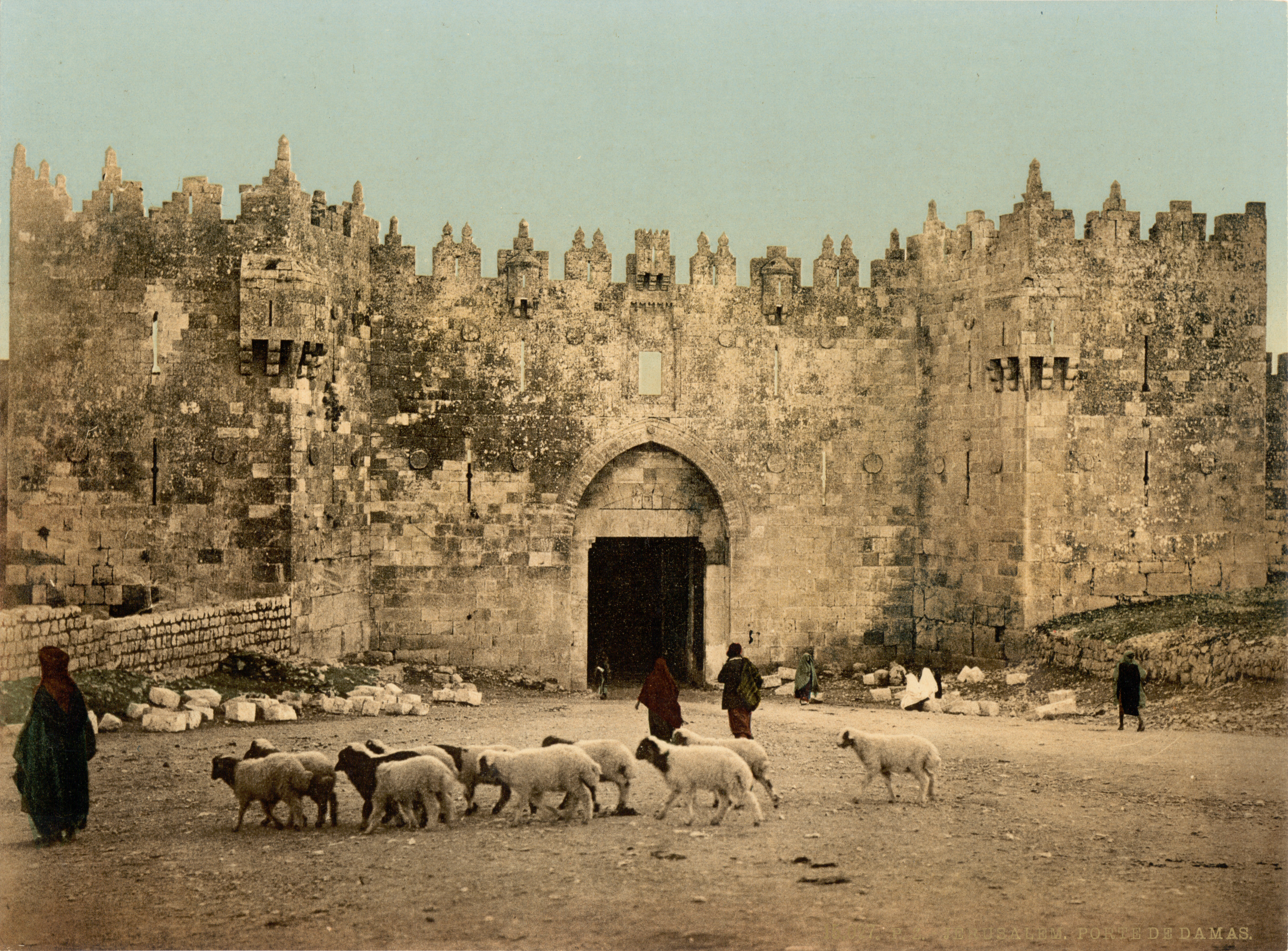
Brama Damasceńska na początku XX wieku.

Wykopaliska archeologiczne pokazały, że już w 44 istniała w tym samym miejscu antyczna brama miejska. Po obu jej stronach, tak jak obecnie, znajdowały się dwie potężne wieże obronne. Zburzone w roku 70 zostały odbudowane razem z bramą około 120. Tuż za bramą rozpoczynało się w starożytności rzymskie cardo.
Współczesna brama została wybudowana w 1538 przez sułtana Sulejmana Wspaniałego. Przez kilka stuleci brama ta była oficjalnym wejściem na teren Jerozolimy dla znakomitych gości i pielgrzymów. Ostatnią osobistością przekraczającą ją w uroczystym orszaku był papież Paweł VI, który w 1964 przebywał na terenie Bliskiego Wschodu.
29 grudnia 1947 r. w kawiarni położonej nieopodal Bramy organizacja Irgun Cewai Leumi przeprowadziła zamach terrorystyczny. W wyniku wybuchów granatów w kawiarni zginęło 11 Arabów oraz 2 brytyjskich policjantów.

## Turystyka

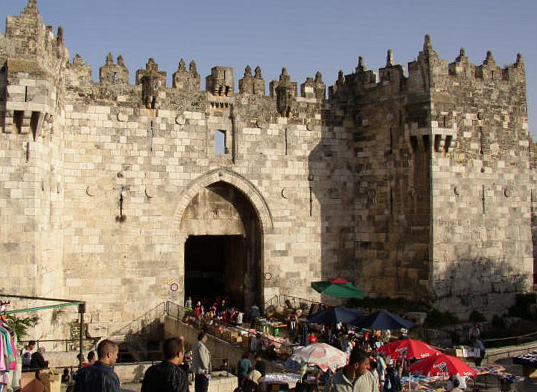
Widok na Bramę Damasceńską.

Brama jest mocno ufortyfikowana. Jest to główne wejście do Starego Miasta od strony Wschodniej Jerozolimy. Na placu przed bramą gromadzą się uliczni kupcy, nadający temu miejscu niepowtarzalny charakter.
W bizantyjskiej Jerozolimie, przedstawionej m.in. na mozaikowej mapie z Madaby, na rzymskim forum, które znajdowało się przed bramą od strony wewnętrznej, usytuowana była duża kolumna. Pod bramą przeprowadziła wykopaliska K. Kenyon, odnajdując trzyarkadową bramę z czasów imperatora Hadriana (135). Wykopaliska udostępnione są zwiedzającym.